# Franz Marc
Franz Marc (n. 8 februarie 1880, München, Regatul Bavariei, Germania – d. 4 martie 1916, Braquis, Lorraine⁠(d), Franța) a fost unul din cei mai importanți pictori ai expresionismului german, membru fondator al grupului de artiști plastici expresioniști de avangardă artistică Der Blaue Reiter.

## Carieră
Marc a studiat la Academia de Arte Frumoase München începând cu 1900. Între 1903 și 1907, locuind la Paris, a descoperit puternice afinități cu arta lui Vincent van Gogh. Prietenia creată între Marc și un alt pictor german, August Macke, în decursul anului 1910, a fost un factor determinant al creării, în anul următor, a mișcării artistice cunoscută sub numele de Der Blaue Reiter (în traducere, Călărețul albastru). Alături de Marc și Macke au fost prezenți ca membri fondatori: Wassily Kandinsky, care a generat ideea desprinderii de mișcarea artistică cunoscută ca Neue Künstlervereinigung, precum și alți artiști de renume, așa cum au fost Alexej von Jawlensky și Marianne von Werefkin.
În timpul bătăliei de la Verdun din Primul Război Mondial (unde a și murit), pictorul fusese angajat de armata germană să picteze camuflaje pe tancuri.

## Galerie de picturi

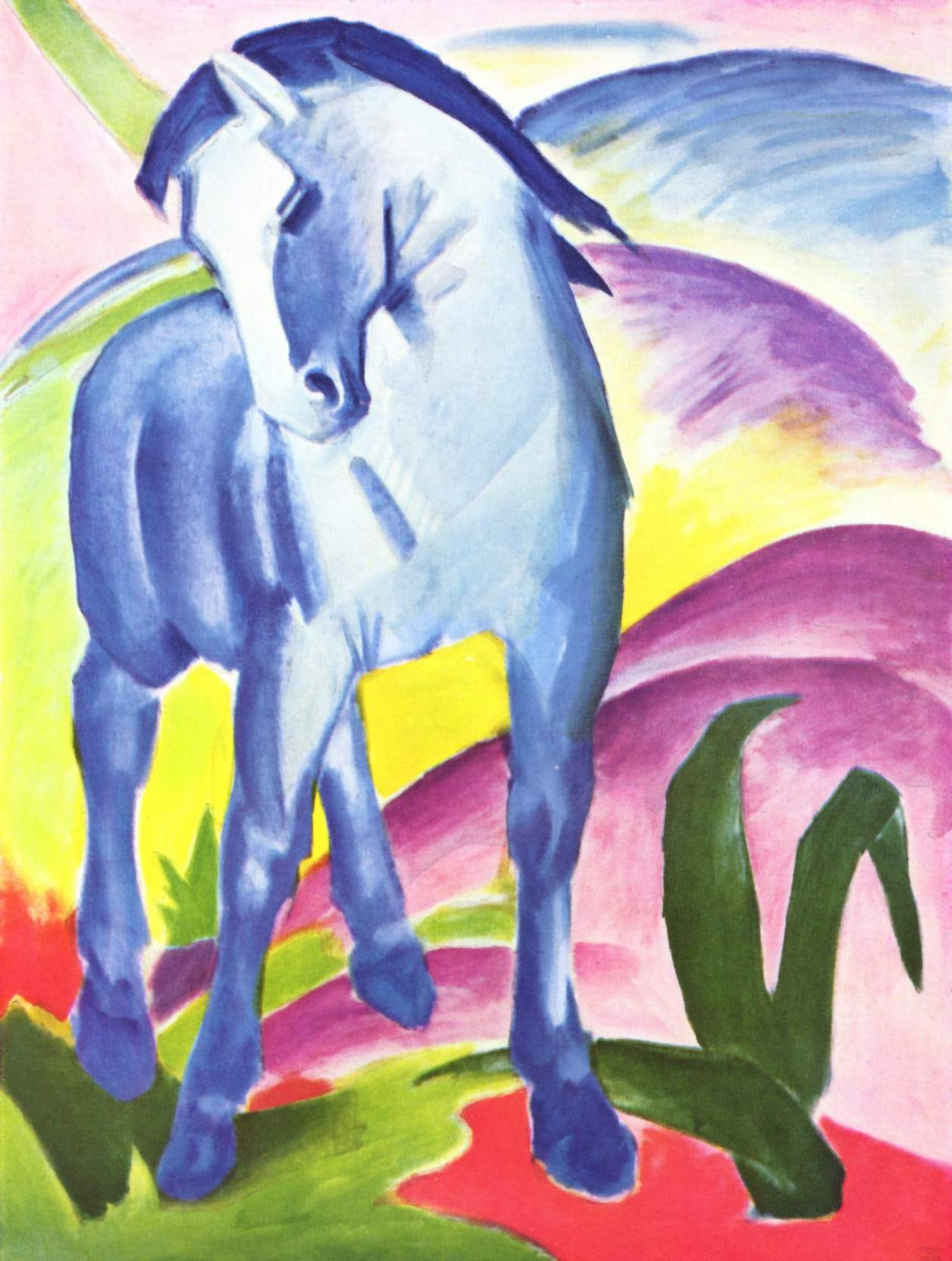
Cal albastru – Blaues Pferd (1911)
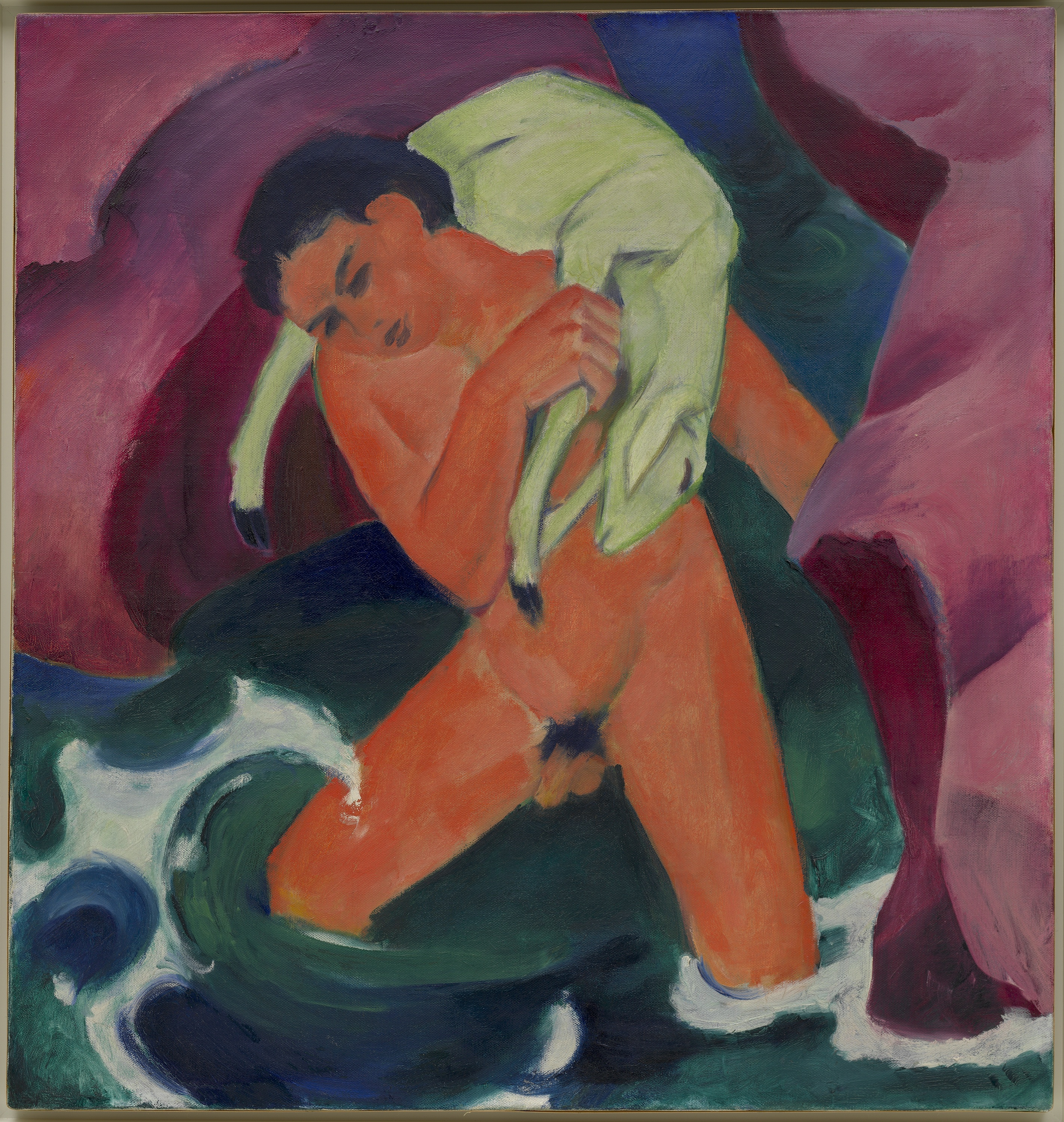
Băiat cu miel - Păstorul cel bun – Knabe mit Lamm; Der gute Hirte (1911), Solomon R. Guggenheim Museum, New York City
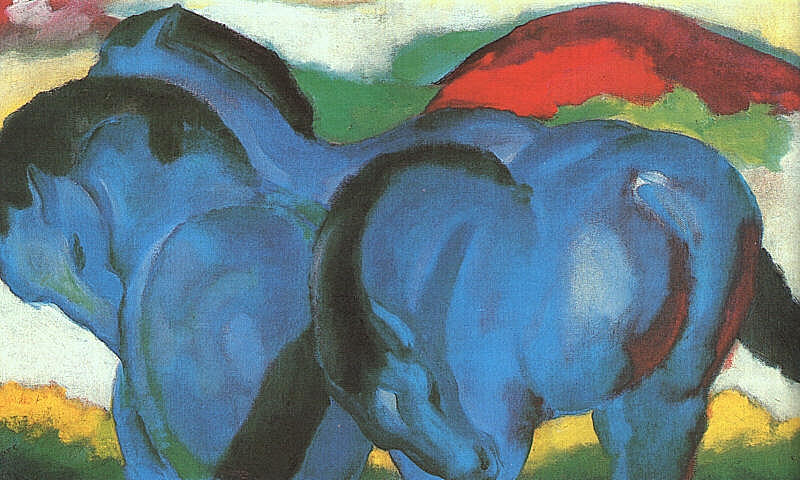
Micii cai albaștri – Die kleinen blauen Pferde (1911), Staatsgalerie Stuttgart
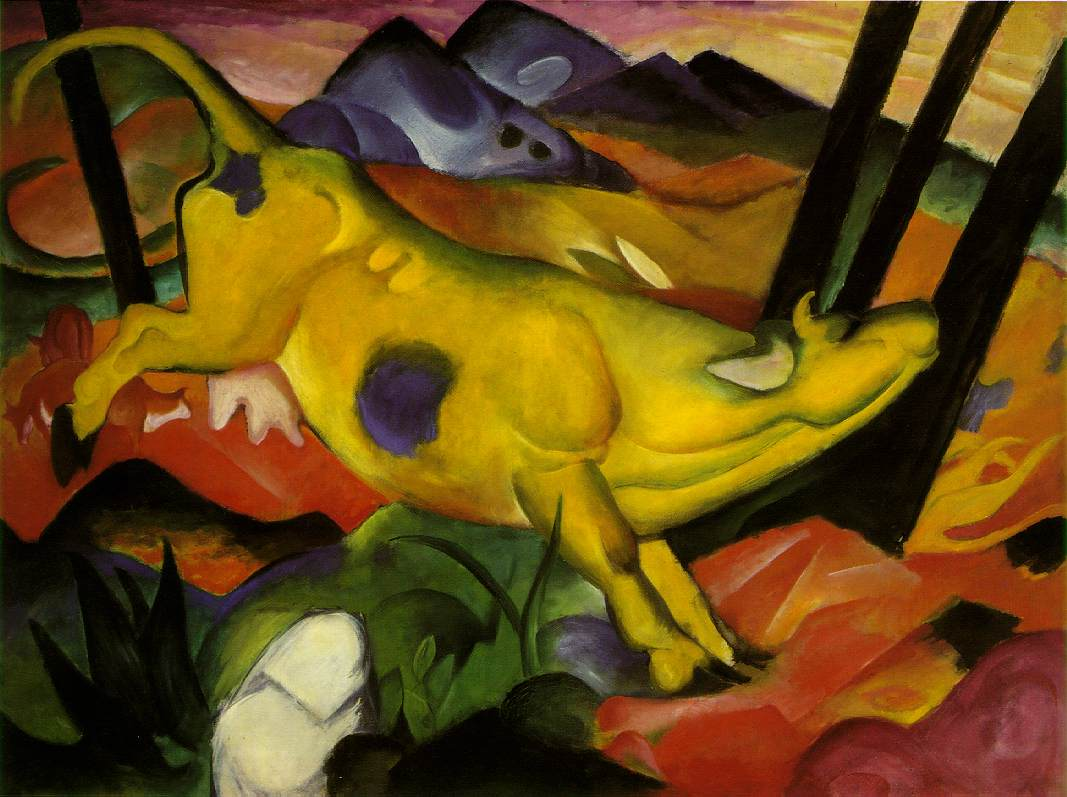
Vaca galbenă – Die gelbe Kuh (1911),  Solomon R. Guggenheim Museum, New York City
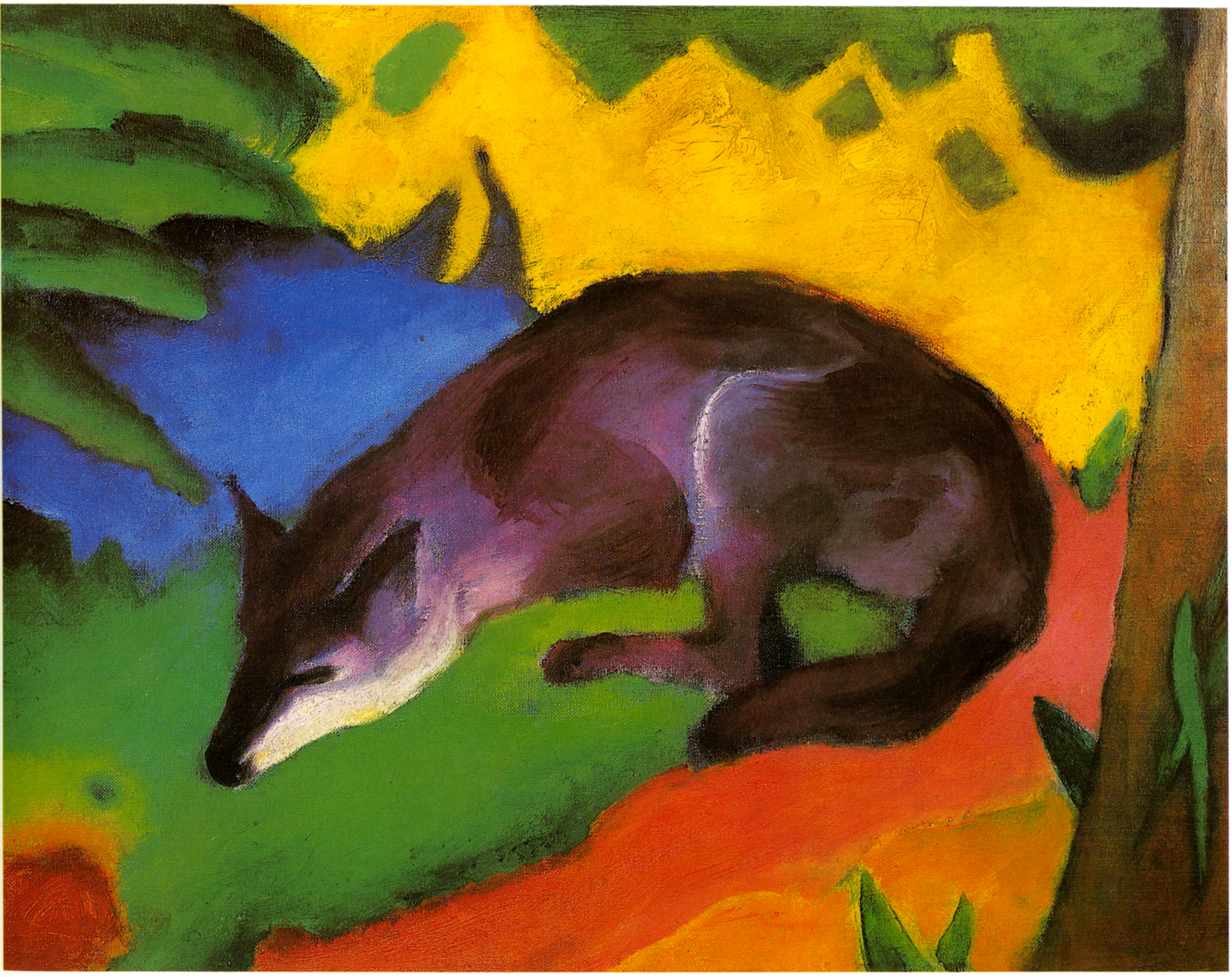
Vulpe – Fuchs (1911), Von der Heydt Museum în Wuppertal
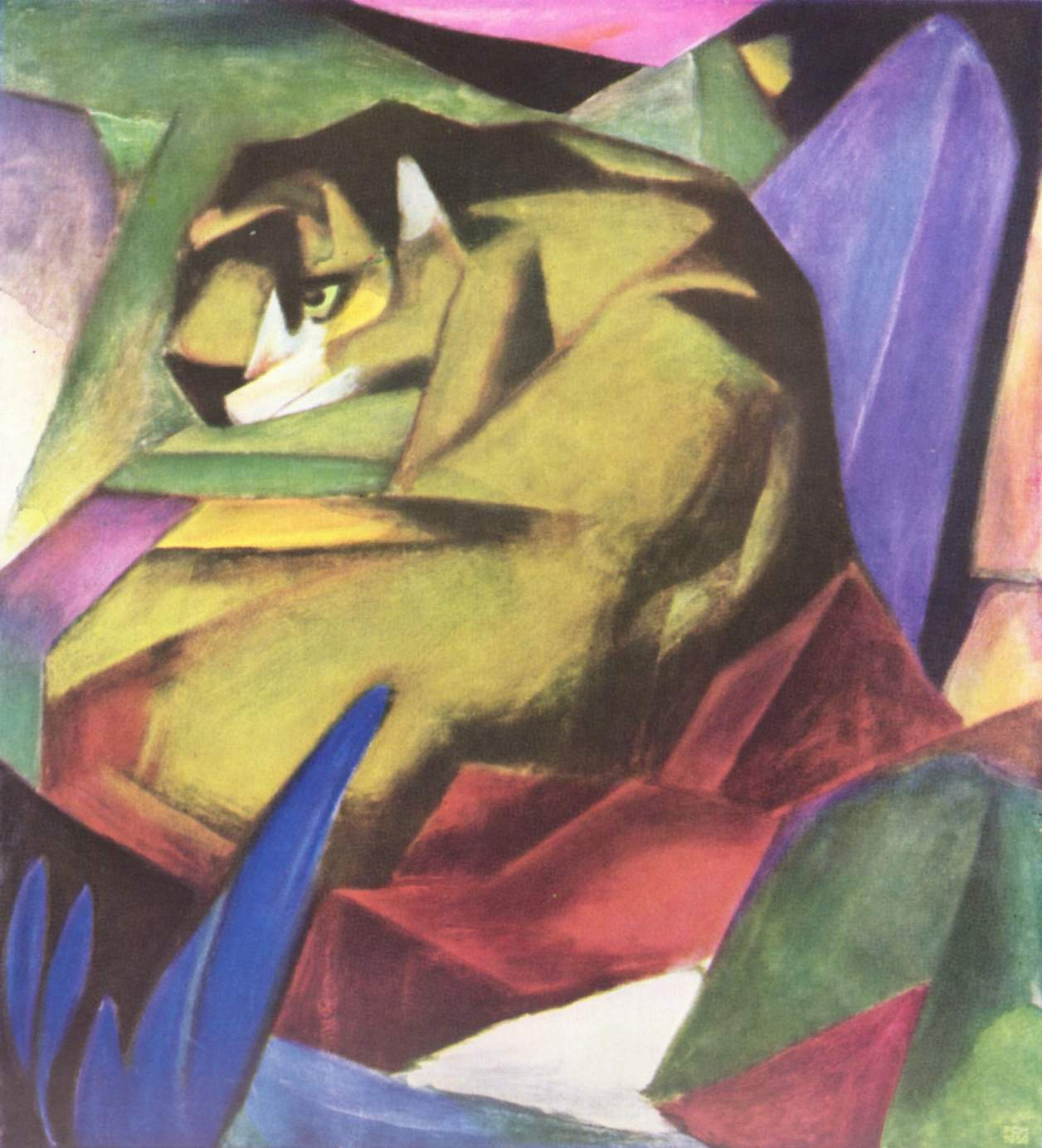
Tigrul – Der Tiger (1912), Lenbachhaus în München
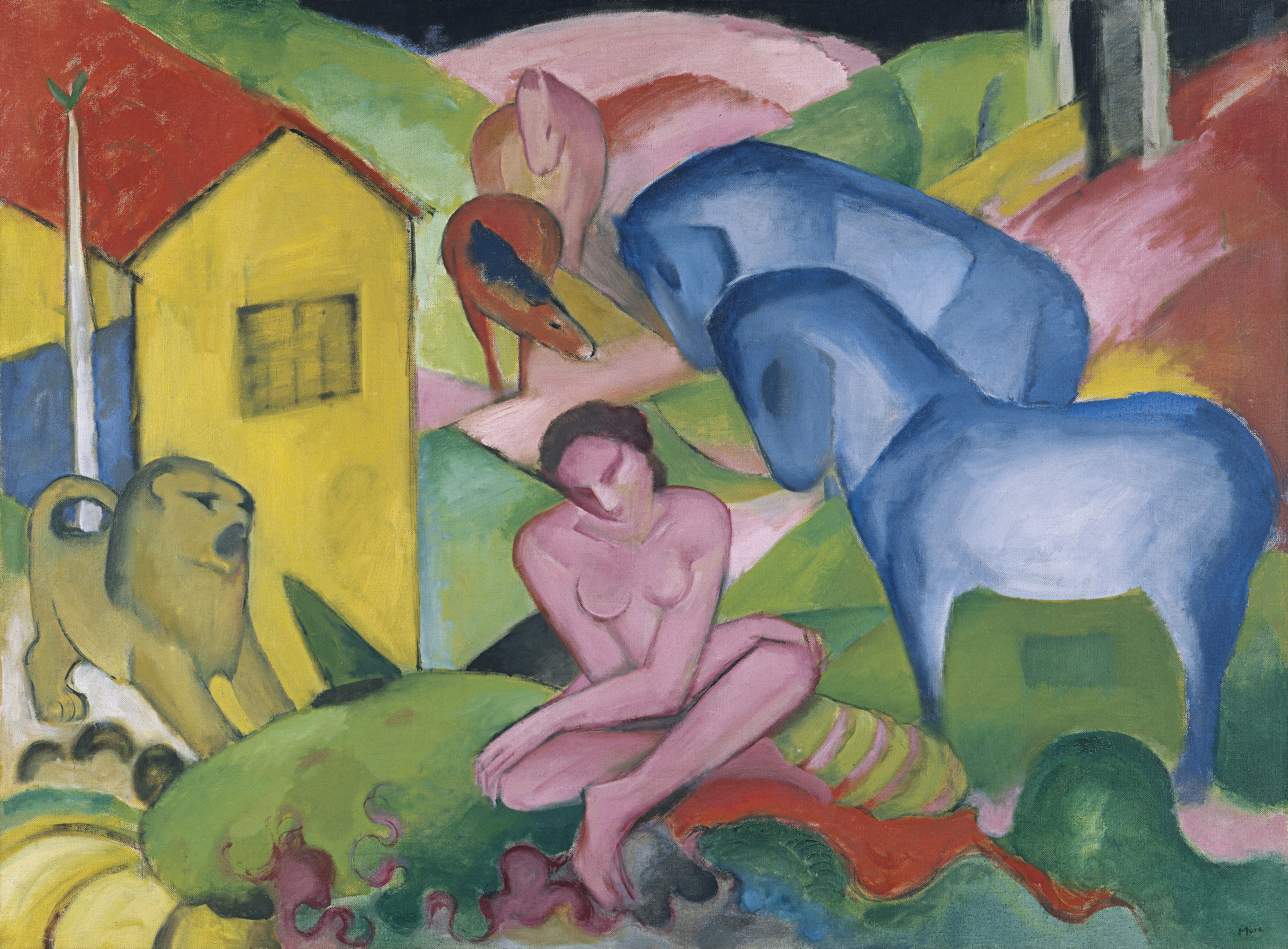
Visul – Der Traum (1912), Muzeul Thyssen-Bornemisza în Madrid
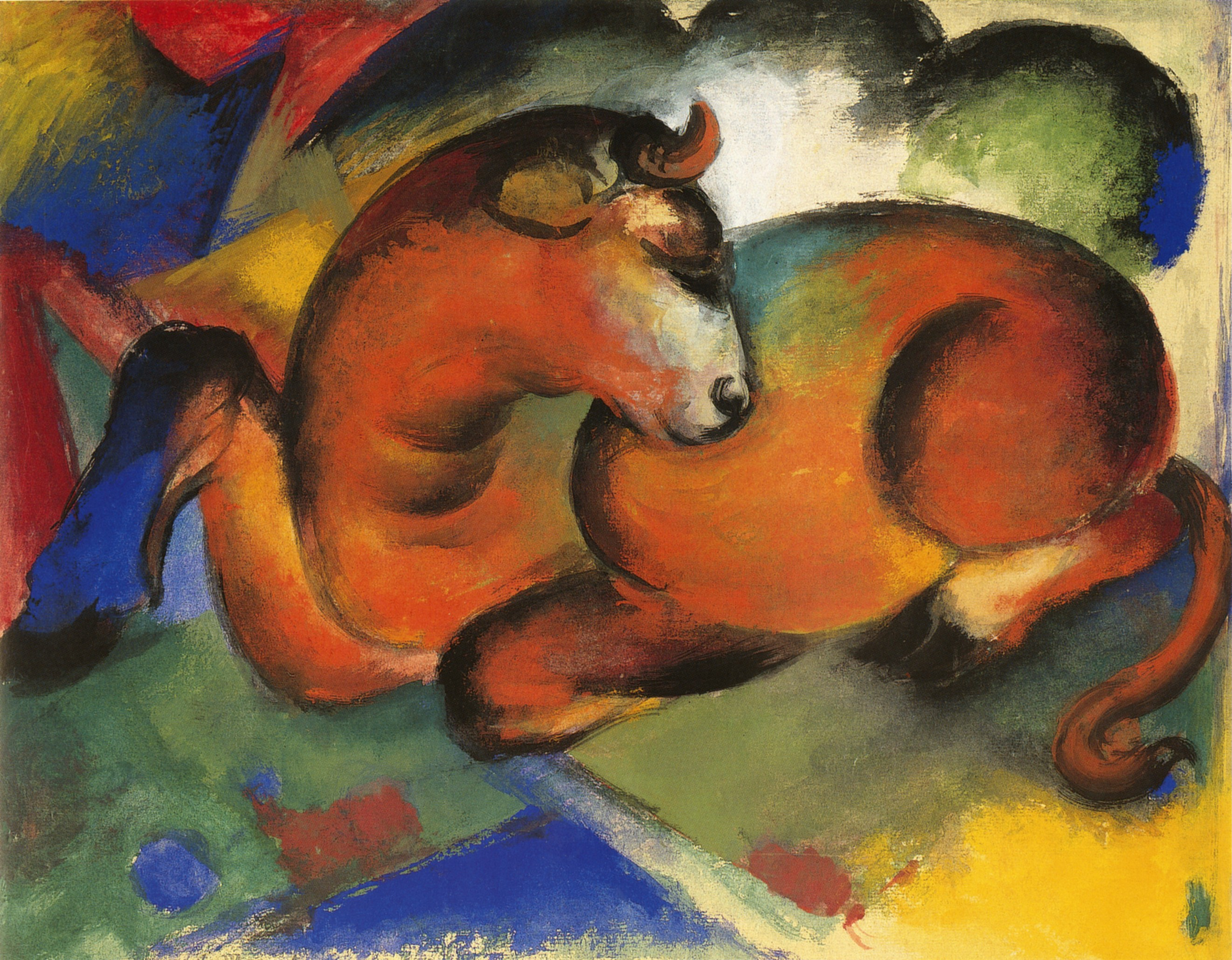
Taur roșu - Roter Stier (1912),  Muzeul Pușkin în Moscova
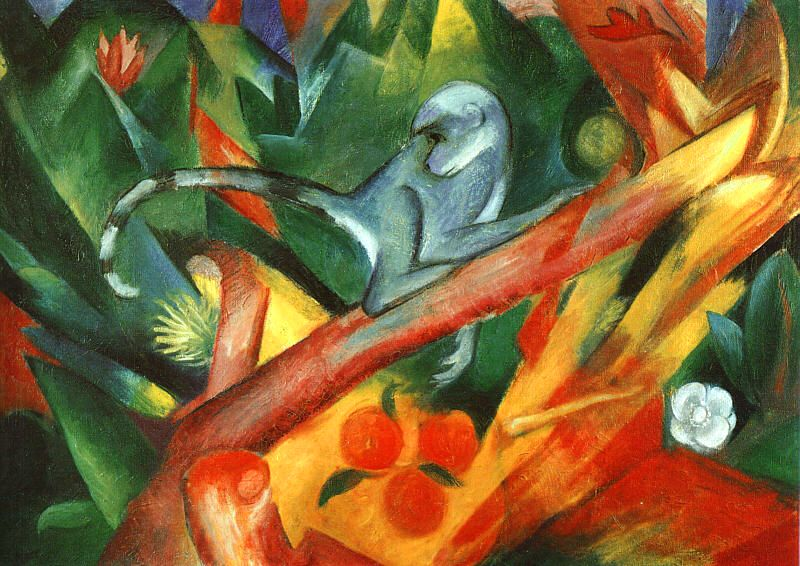
Maimuțica – Das Äffchen (1912), Lenbachhaus, München
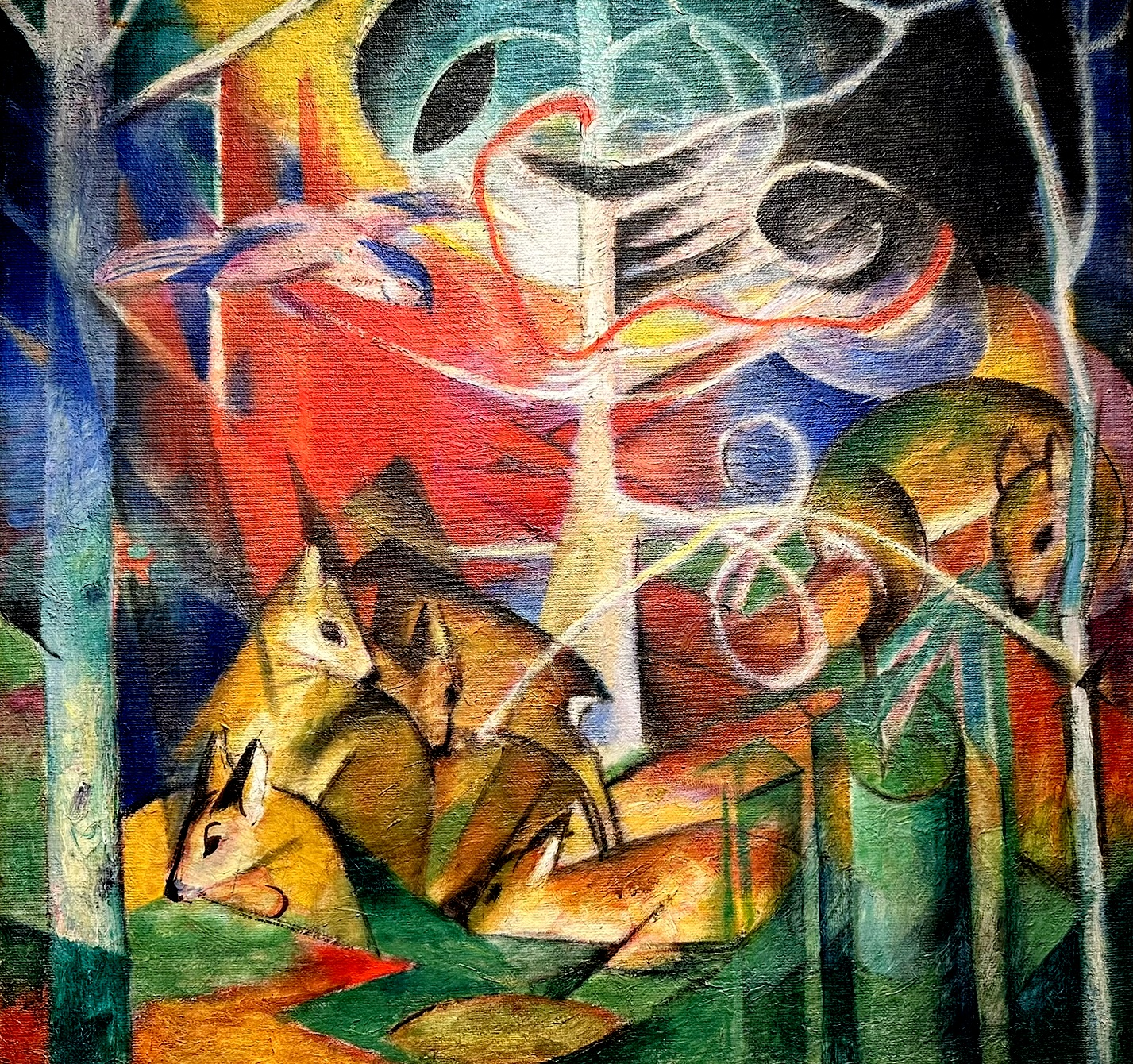
Căprioare în pădure (I) – Rehe im Walde (I) (1913)
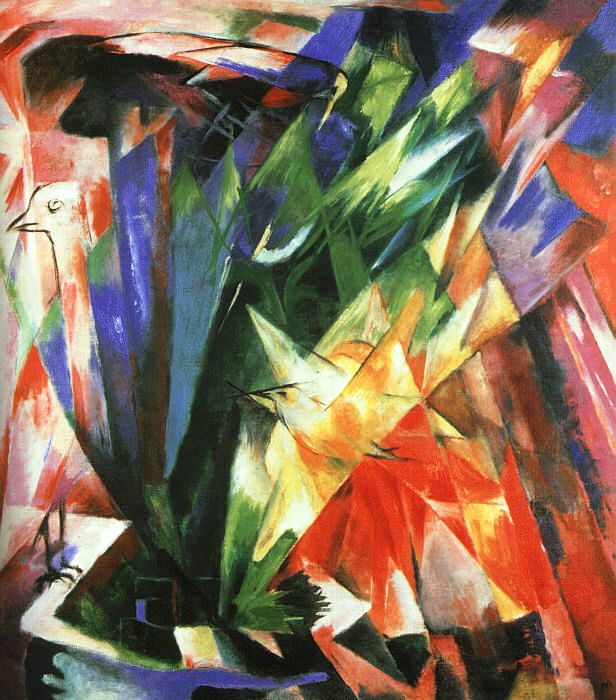
Păsări – Vögel (1914)
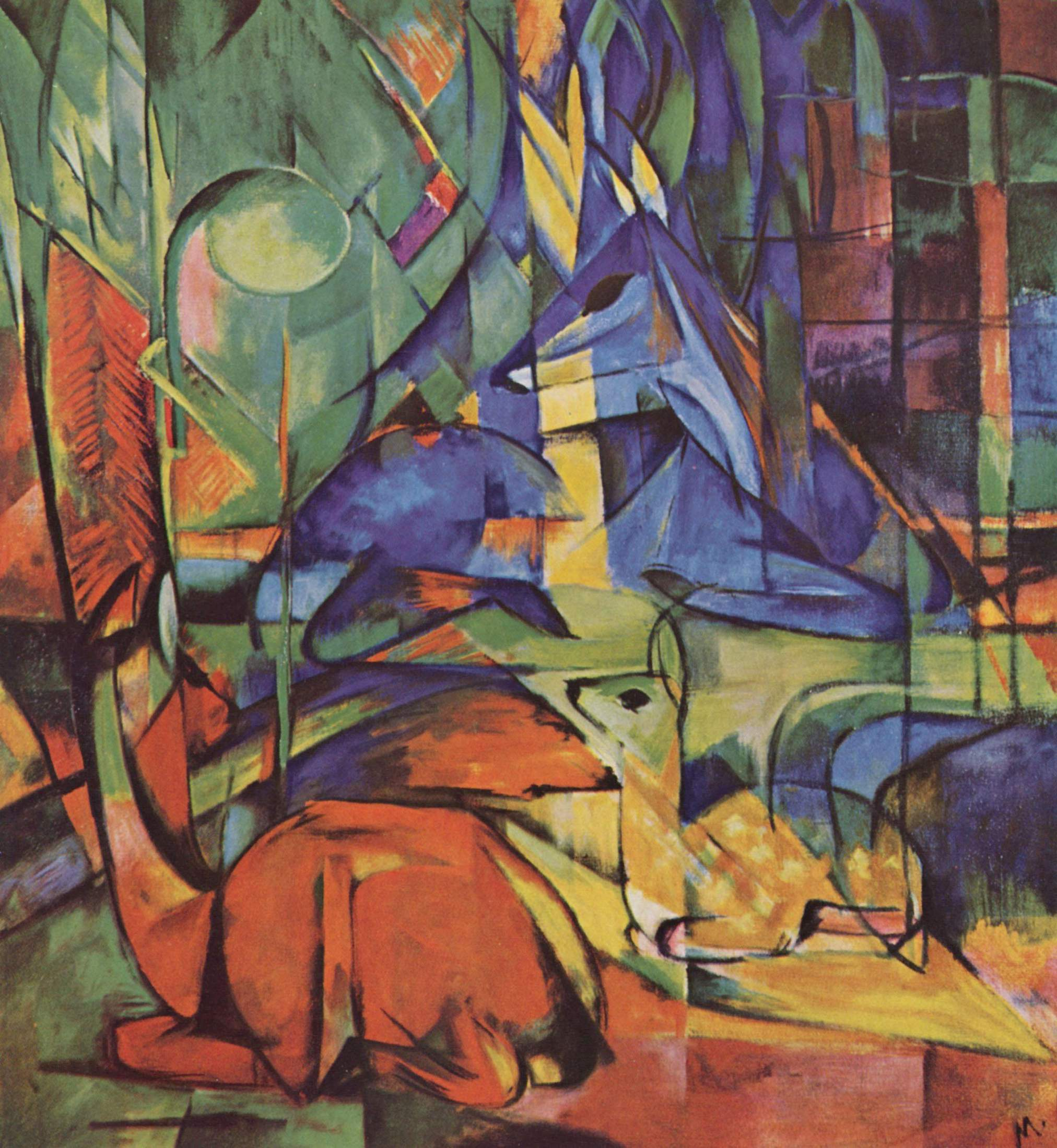
Căprioare în pădure (II) – Rehe im Walde (II), Deer in the Forest II (1914), The Phillips Collection

## Alte picturi

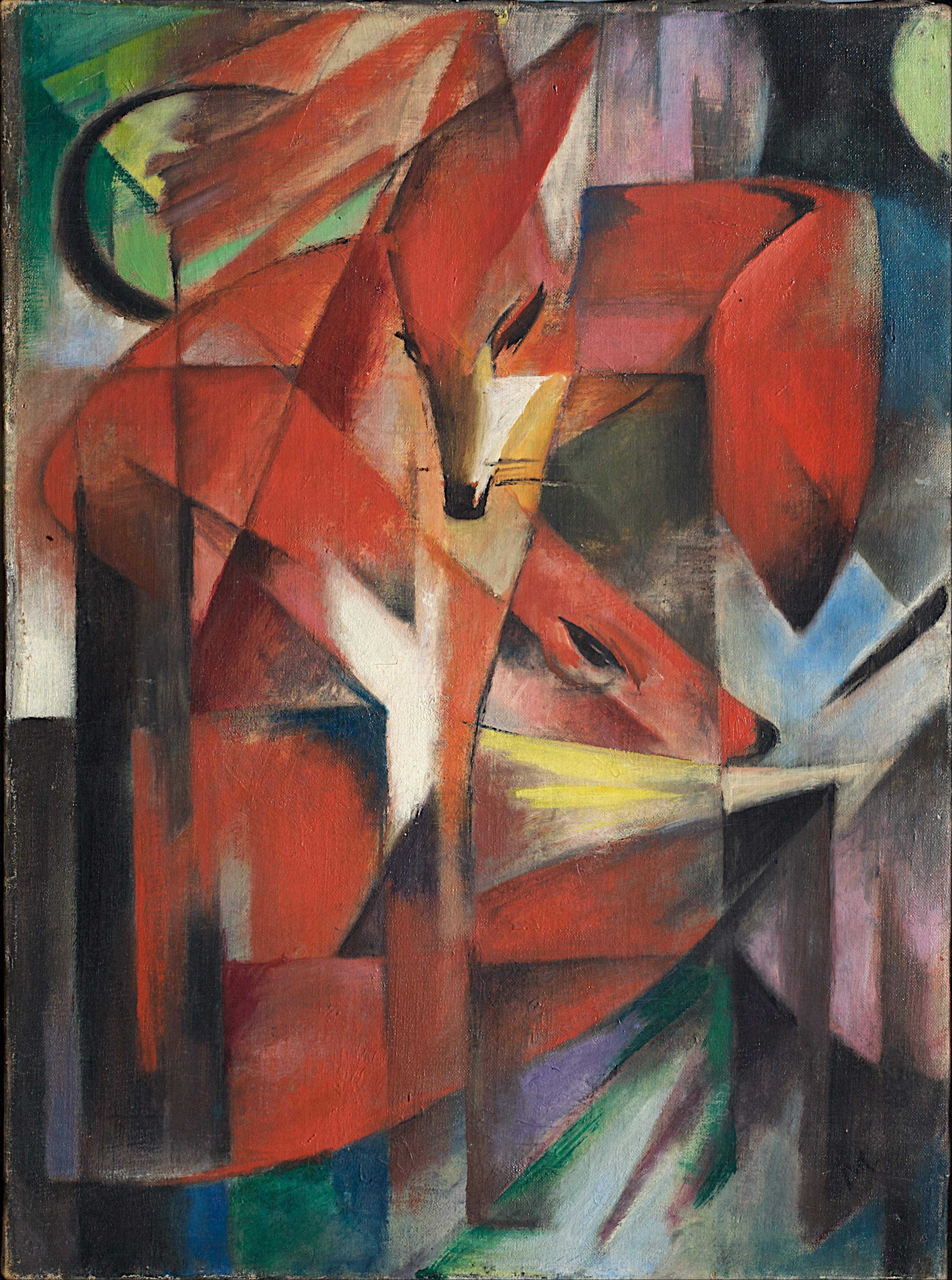
Vulpile – Die Füchse (1913), colecție particulară
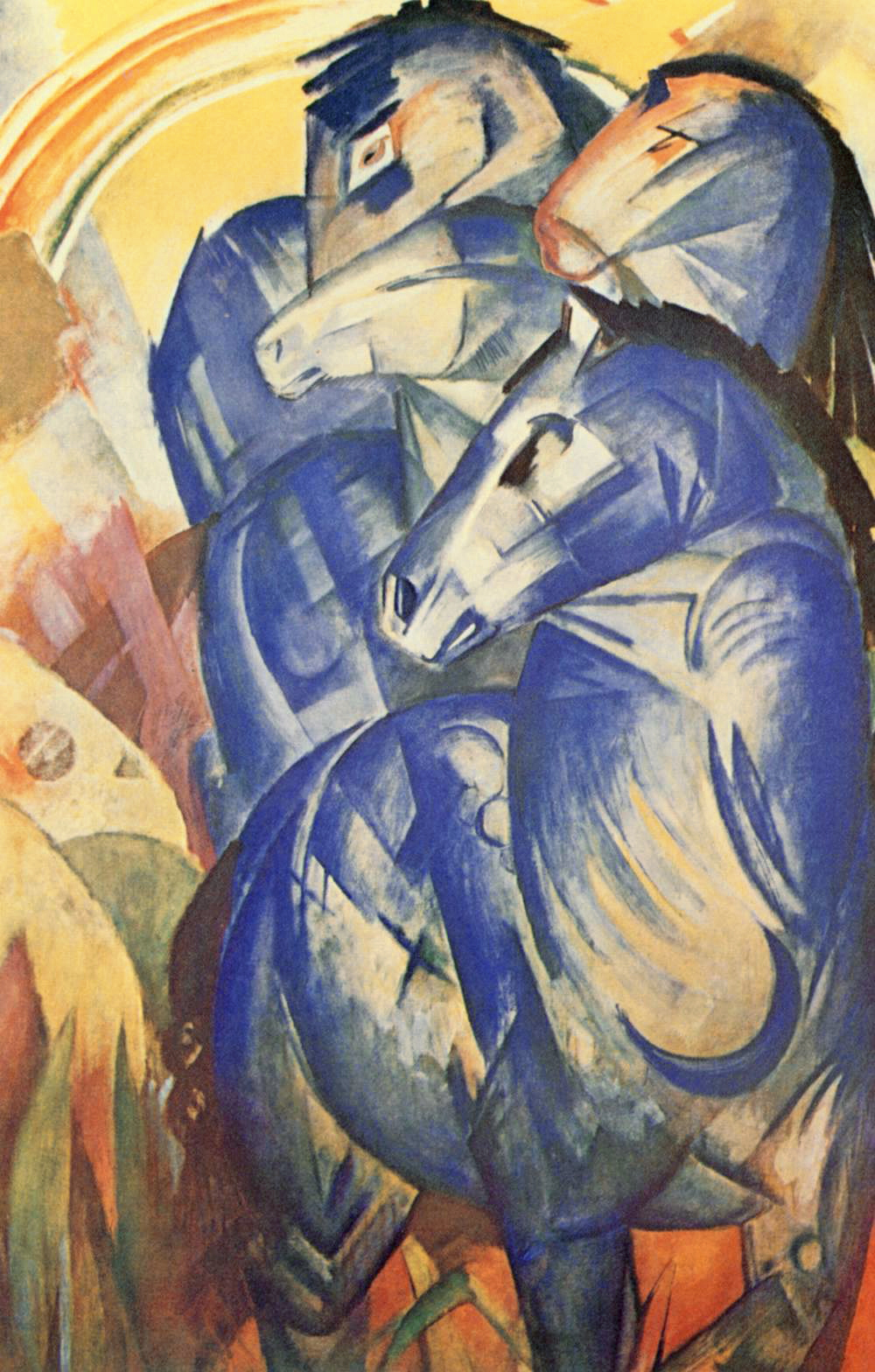
Turnul cailor albastri – Der Turm der blauen Pferde (1913), dispărută din 1945
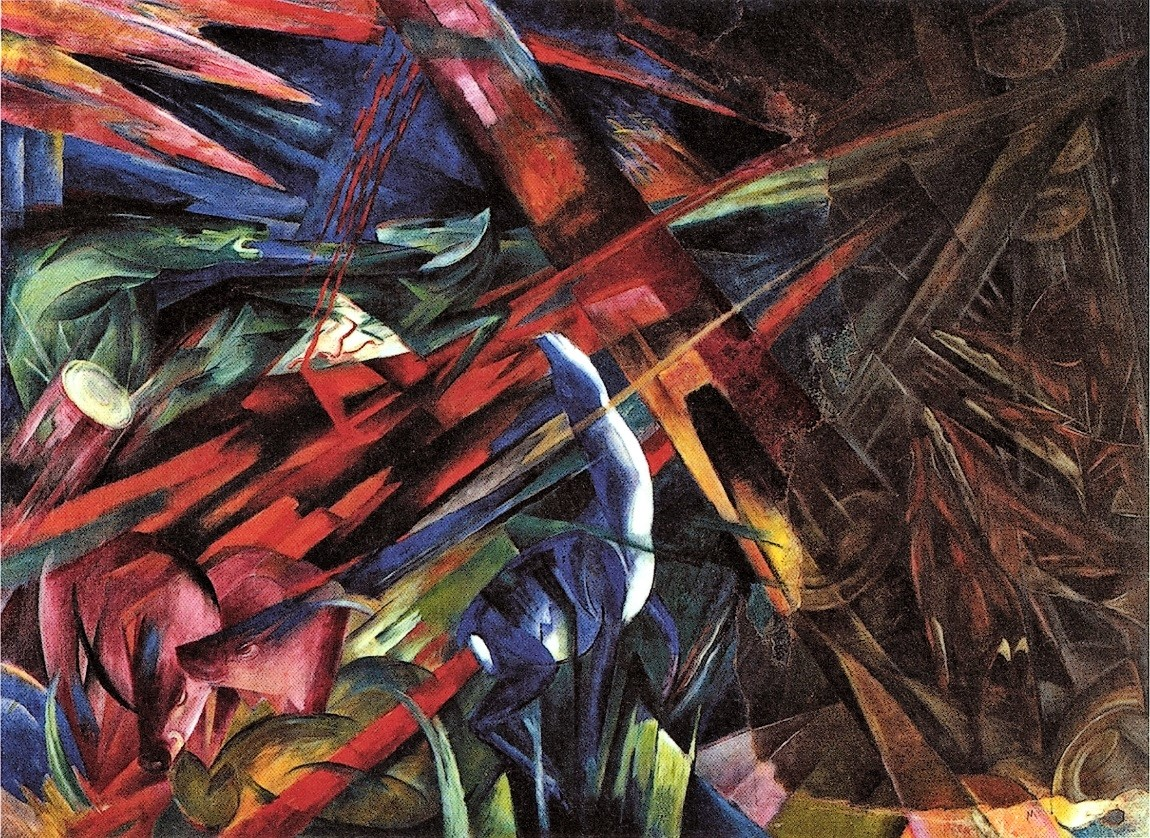
Soarta animalelor – Tierschicksale (1913), Kunstmuseum Basel în Basel
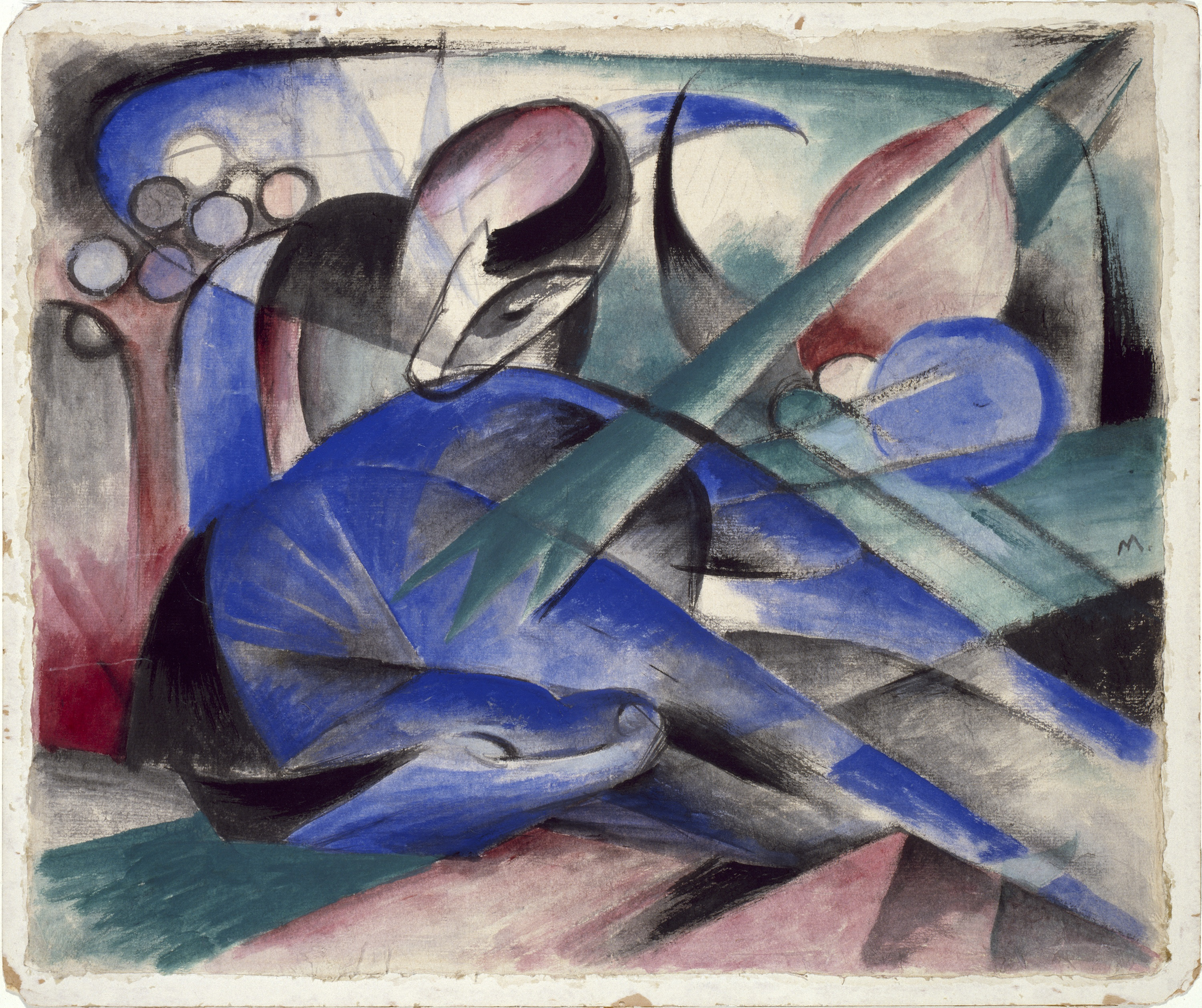
Cal visând – Träumendes Pferd (1913), Solomon R. Guggenheim Museum, New York City, statul  New York